# جيكور
جيكور هي قرية عراقية تقع جنوب شرق البصرة تابعة لقضاء أبي الخصيب، مساحة جيكور 19.4 دونم عراقي.

## تاريخ
اسمها معناه (الجدول الأعمى)، تذكر كتب التاريخ أنها كانت موقعاً من مواقع الزنج الحصينة، وبيوتها بسيطة مبنية من طابوق اللبن، وهو الطابوق غير المفخور بالنار وجذوع أشجار النخيل المتواجدة بكثرة في بساتين جيكور التي يملك (آل السياب - «أسرة سنية المذهب من قبيلة ربيعة» ) وكذلك البساتين التي كانت تملكها (آل مرزوق -«أسرة سنية المذهب من قبيلة تميم») 
وفيها أراضٍ مزروعة بالنخيل تنتشر فيها أنهار صغيرة تأخذ مياهها من شط العرب، وحين يرتفع المد تملأ الجداول بمائه، وكانت جيكور وارفة الظلال تنتشر فيها الفاكهة بأنواعها، مرتعاً وملعباًـ وكان جوّها الشاعري الخلاب أحد ممهدات طاقة السياب الشعرية وذكرياته المبكرة فيه التي ظلت حتى أخريات حياته تمدّ شعره بالحياة والحيوية والتفجر (لقد كانت الطفولة فيها بكل غناها وتوهجها تلمع أمام باصرته كالحلم. ويسجل بعض أجزائها وقصائده ملأى بهذه الصور الطفولية) ذكر الشاعر محمد علي إسماعيل. إن هذه القرية تابعة لقضاء أبي الخصيب الذي أسسه (القائد مرزوق أبي الخصيب) حاجب الخليفة المنصور عام 140 هـ والذي شهد وقائع تاريخية هامة سجّلها التاريخ العربي، أبرزها معركة الزنج وما تبعها من أحداث. هذا القضاء الذي برز فيه شعراء كثيرون منهم (محمد محمود) من مشاهير المجددين في عالم الشعر والنقد الحديث و (محمد علي إسماعيل) صاحب الشعر الكثير في المحافظة و (خليل إسماعيل) الذي ينظم المسرحيات الشعرية ويخرجها بنفسه ويصور ديكورها بريشته و (مصطفي كامل الياسين) الشاعر و (مؤيد العبد الواحد) الشاعر الوجداني الرقيق وهو من رواة شعر السياب و (سعدي يوسف) الشاعر العراقي المعروف و (عبد اللطيف الدليشي) الأديب البصري و (عبد الستار عبد الرزاق الجمعة) وآخرين.

## أعلام من القرية
من أبناء قرية جيكور الشاعر العراقي الشهير بدر شاكر السياب وقد تغنّى بها السياب كثيراً في أشعاره وخلّدها في قصائده التي تُرجمت إلى الكثير من لغات العالم.